# Mġarr (Malta)
Mġarr (také L-Imġarr, dříve známo jako Mgiarro), je malá osada na severo- západě ostrova Malta (Severní region). Mġarr je sídlo tzv. lokálního výboru (local council) stejnojmenné administrativní jednotky ostrova. Městečko čítá 2995 obyvatel , zaměstnaných z převážné většiny v zemědělství.
Mimo několika pláží se v nejbližším okolí městečka nacházejí vykopávky dvou jen zčásti zachovalých megaltických chrámů: Ta' Ħagrat a Ta' Skorba; v okolí města (a také chrámů) byly nalezeny zbytky keramiky, která byla typická pro svou dobu, jež pak byla pojmenována dle naleziště jako fáze Mgarr.